# Bracon foxii
Bracon foxii är en stekelart som beskrevs av William Harris Ashmead 1895. Bracon foxii ingår i släktet Bracon och familjen bracksteklar. Inga underarter finns listade.